# Espírito Santo do Pinhal
Espírito Santo do Pinhal – miasto i gmina w Brazylii, w stanie São Paulo. Znajduje się w mezoregionie Campinas i mikroregionie São João da Boa Vista.